# - (àlbum)
- (llegit Subtract, lit. ‘Resta’) és el cinquè àlbum d'estudi del cantautor anglès Ed Sheeran, llançat el 5 de maig del 2023 a través d'Asylum Records i Atlantic Records.

## Anunci
L'artista en va anunciar el títol, la llista de cançons i la data de llançament el 1r de març del 2023 a través de les xarxes socials. També va comunicar que hi hauria una minigira europea del 23 de març al 2 d'abril per a complementar la publicació del senzill principal de l'àlbum.

## Producció
- va ser produït i coescrit per Aaron Dessner del grup d'indie rock The National, que anteriorment havia produït els àlbums de Taylor Swift Folklore i Evermore. Tots dos, Sheeran i Dessner, van compondre més de trenta cançons en una sessió d'estudi d'un mes, de les quals finalment en van seleccionar catorze per al disc definitiu.

## Recepció
Al llançament al Regne Unit va ser l'àlbum més venut del 2023 fins aleshores, i va entrar al número dos del Billboard 200 dels EUA en la seva primera setmana.

## Llista de cançons
| 1.            | «Boat»                   | 3:05  |
| 2.            | «Salt Water»             | 3:59  |
| 3.            | «Eyes Closed»            | 3:14  |
| 4.            | «Life Goes On»           | 3:30  |
| 5.            | «Dusty»                  | 3:42  |
| 6.            | «End of Youth»           | 3:51  |
| 7.            | «Colourblind»            | 3:29  |
| 8.            | «Curtains»               | 3:44  |
| 9.            | «Borderline»             | 3:57  |
| 10.           | «Spark»                  | 3:34  |
| 11.           | «Vega»                   | 2:58  |
| 12.           | «Sycamore»               | 2:50  |
| 13.           | «No Strings»             | 2:54  |
| 14.           | «The Hills of Aberfeldy» | 13:15 |
| Durada total: | Durada total:            | 48:02 |

| 15.           | «Wildflowers» | 2:58  |
| 16.           | «Stoned»      | 3:17  |
| 17.           | «Toughest»    | 3:33  |
| 18.           | «Moving»      | 3:35  |
| Durada total: | Durada total: | 61:25 |

| 15. | «Wildflowers» | 2:58 |
| 16. | «Balance»     |      |
| 17. | «Stoned»      | 3:17 |
| 18. | «Fear»        |      |
| 19. | «Get Over It» |      |
| 20. | «Toughest»    | 3:33 |
| 21. | «Ours»        |      |
| 22. | «Moving»      | 3:35 |
| 23. | «Untitled»    |      |